# لکسوس جی‌اس

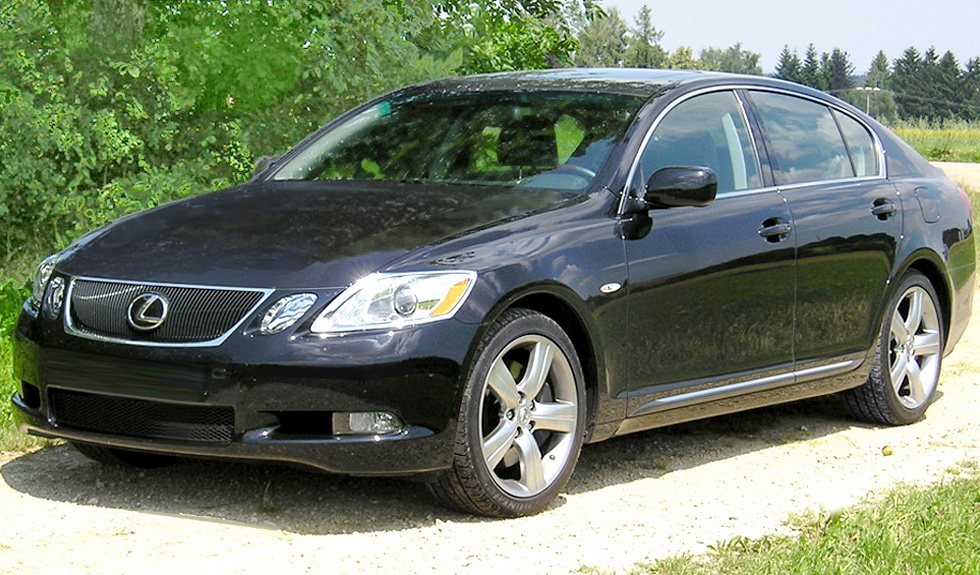

لکسوس جی‌اس (Lexus GS) خودرویی است که از سال ۱۹۹۱ تا ۲۰۲۰ در تاهارا، آیچی و ژاپن تولید شده‌است. طراحی آن خودروهای موتور جلو-محور عقب، خودروهای موتور جلو-چهار چرخ متحرک بوده است.
لکسوس سری gs از قلبی تپنده به حجم‌های ۲۰۰۰ سی سی تا ۵۰۰۰ سی سی بهره می‌برد که در سال ۹۴ و ۹۵ مدل ۲۵۰۰ سی سی آن وارد ایران شد. البته انتظار می‌رود که در سال ۹۶ مدل ۲۰۰۰ سی سی توربو شارژ آن توسط شرکت ایرتویا دوباره مجوز واردات را دریافت کند.